# Donald Byrd
Donald Byrd (Detroit, 1932. december 9. – Dover, 2013. február 4.) amerikai dzsessztrombitás, szárnykürtös, énekes.

## Pályafutása
Detroitban született.
Az Art Blakey The Jazz Messengersben lett ismert muzsikus az 1950-es években. Nagyszerű zenésztársai voltak: John Coltrane, Sonny Rollins, Thelonious Monk, Herbie Hancock.
Mint beboptrombitásnak voltak a legnagyobb sikerei, de játszott soult, aztán funkot, majd fúziós dzsesszt is.
A rap zene is felfedezte: a Public Enemy, a Nas, a Del tha Funkee Homosapien, Armand Van Helden lemezeken is lehet őt hallani.

## Lemezválogatás
- Jazz Lab/Modern Jazz Perspective (Collectables, 1957)
- Free Form (Blue Note, 1961)
- A New Perspective (Blue Note, 1963)
- Mustang! (Blue Note, 1966)
- Blackjack (Blue Note, 1967)
- Electric Byrd (Blue Note, 1970)
- Black Byrd (Blue Note, 1972)
- Street Lady (Blue Note, 1973)
- Stepping Into Tomorrow (Blue Note, 1974)
- Harlem Blues (Landmark Records, 1988)
- Getting Down To Business (Landmark Records, 1990)